# 新宾站
新宾站位于中华人民共和国辽宁省抚顺市新宾满族自治县新宾镇前进村双庙子屯，是建设中沈白高速铁路上的一座车站，预计2025年9月随沈白高速铁路开通而启用，车站规模为2台4线。

## 历史
2024年6月20日，车站主体结构封顶，这是沈白高铁首个封顶的站房钢结构。

## 车站结构
车站建筑面积5000平方米，屋盖结构设计理念取自满族传统建筑八角殿。